# Durava
 (mars 2019).
Durave ou Durava  désigne une caste implanté dans le sud du Sri Lanka.
Cette caste revendique des origines indiennes, et s'occupe principalement d'agriculture. La présence de nombreuses castes (jāti) comme les Durave indique une histoire migratoire complexe de l'Inde vers Ceylan.
Les Durave font partie du système de castes des régions côtières du Sri Lanka, avec au départ une répartition géographique circonscrite au sud du pays. De nos jours, les Durave se retrouvent également dans différentes professions à travers tout le pays.